# Габровниця (Монтанська область)
Габро́вниця (болг. Габровница) — село в Монтанській області Болгарії. Входить до складу общини Монтана.

## Населення
За даними перепису населення 2011 року у селі проживали 1111 осіб.
Національний склад населення села:
| Національність   | Кількість осіб | Відсоток |
| ---------------- | -------------- | -------- |
| болгари          | 1043           | 93,9%    |
| цигани           | 63             | 5,7%     |
| не визначились   | 3              | 0,3%     |
| Всього відповіли | 1111           |          |

Розподіл населення за віком у 2011 році:
Динаміка населення: